# Kamienica przy ulicy Ariańskiej 11 w Krakowie
Kamienica przy ulicy Ariańskiej 11 – kamienica znajdująca się w Krakowie, w dzielnicy II przy ul. Ariańskiej 11, na rogu z ul. Topolową 32, na Wesołej.
Kamienica została wzniesiona w 1898 roku według projektu architekta Leopolda Tlachny.
Kamienica została wpisana do gminnej ewidencji zabytków. Znajduje się na obszarze Wesołej, której układ urbanistyczny został wpisany 16 lutego 1984 do rejestru zabytków.